# Hiến Từ Tuyên Thánh Hoàng hậu
Hiến Từ Tuyên Thánh Hoàng hậu (chữ Hán: 憲慈宣聖皇后, 1299 - 14 tháng 12, 1369), còn hay gọi là Hiến Từ Hoàng thái hậu (憲慈皇太后), sách Khâm định chép Huệ Từ Thái hậu (惠慈太后), là Hoàng hậu của hoàng đế Trần Minh Tông, mẹ ruột của hoàng đế Trần Dụ Tông, Cung Túc vương Trần Nguyên Dục và Thiên Ninh Công chúa Ngọc Tha.
Trong cung đình nhà Trần, bà nổi tiếng với gia thế hiển hách khi thuộc dòng dõi chính thống cai trị Đại Việt thời đó, cũng như bởi lòng nhân hậu và cách xử thế, được xếp vào hàng Nữ trung Nghiêu Thuấn (女中尧舜).

## Cuộc đời

### Thân thế
Hiến Từ Hoàng hậu mang họ Trần, có xuất thân cao quý, bà là con gái của Huệ Vũ đại vương Trần Quốc Chẩn (陳國瑱), được thụ phong là Huy Thánh Công chúa (徽聖公主) từ nhỏ. Huệ Vũ vương là con trai thứ của Trần Nhân Tông, bà gọi Nhân Tông hoàng đế là ông nội, Trần Anh Tông là bác, Trần Minh Tông là anh họ.
Bà cùng Hiển Từ Thuận Thiên Hoàng hậu, Nguyên Thánh Thiên Cảm Hoàng hậu là các Hoàng hậu có thân thế hiển hách bậc nhất trong các Hoàng hậu nhà Trần, cũng như trong các triều đại về sau khi có họ hàng gần huyết thống với dòng chính thống Hoàng đế nhất.
Năm Hưng Long thứ 9 (1301), Trần Anh Tông đã gả em gái mình là Thiên Trân Công chúa (天珍公主) cho Uy Túc công Trần Văn Bích (陳文碧). Năm thứ 17 (1309), Công chúa mất, Uy Túc công lại lấy Huy Thánh Công chúa về làm phu nhân.
Không rõ quãng thời gian hôn nhân ra sao, có thể là bà ly hôn hoặc bị buộc phải bỏ Uy Túc công mà sau đó, bà lại trở về nhà cha là Huệ Vũ vương, được sắp đặt chọn làm Hoàng hậu cho Minh Tông.
Năm Đại Khánh thứ 10 (1323), Minh Tông hoàng đế lúc này đã 23 tuổi. Tháng 12 năm đó, Huy Thánh Công chúa được Minh Tông lấy làm Hoàng hậu, phong làm Lệ Thánh Hoàng hậu (麗聖皇后).

### Cha ruột bị hại
Năm Khai Thái thứ 5 (1328), xảy ra vụ án cha bà là Huệ Vũ vương Quốc Chẩn bị kết tội mưu phản, bị buộc tự sát.
Đương khi đó, Lệ Thánh Hoàng hậu kết hôn với Minh Tông đã lâu mà vẫn chưa sinh hạ Hoàng tử kế thừa đại thống. Sốt ruột khi ngôi vị Trữ quân để trống quá lâu, Trần Minh Tông muốn lập Hoàng tử Trần Vượng (陳旺), con của Anh Tư Phu nhân (英姿夫人) đang đắc sủng làm Thái tử, nhưng cha của Hoàng hậu là Huệ Vũ vương Quốc Chẩn can ngăn.
Từ trước đến nay, các Hoàng đế nhà Trần đều sinh ra từ các Hoàng hậu có dòng máu trong nội tộc. Tuy Minh Tông không phải con ruột của Bảo Từ hoàng thái hậu (保慈皇太后), mẹ sinh là Chiêu Từ Hoàng thái hậu (昭慈皇太后) là con của một người ngoại tộc là Trần Bình Trọng, nhưng mẹ của Chiêu Từ là Thụy Bảo Công chúa, con gái của Trần Thái Tông nên huyết thống vẫn còn.
Anh Tư Phu nhân vốn là con gái quan viên cấp thấp họ Lê, người Giáp Sơn, Thanh Hóa, dòng máu hoàn toàn khác xa hoàng tộc nên không thể lấy con của phu nhân làm Thái tử, dù đó là con trưởng của Minh Tông. Huệ Vũ vương can ngăn quyết liệt, Minh Tông cũng đành để yên chuyện mà thôi ý định nhưng trong lòng đã sớm buồn bực Huệ Vũ vương.
Lợi dụng hoàn cảnh éo le đó, Anh Tư Nguyên Phi đã bàn bác kế sách với Cương Đông Văn Hiến Hầu, là con của Tá thánh Trần Nhật Duật muốn đánh đổ Lệ Thánh Hoàng hậu để lập Thái tử Vượng, mới đem của đút cho gia thần của Huệ Vũ vương là Trần Phẫu 100 lạng vàng bảo Trần Nhạc vu cáo cho Huệ Vũ có âm mưu làm phản. Minh Tông cả tin cho là thật liền ra lệnh bắt giam ngay Huệ Vũ vương vào chùa Tư Phúc ở kinh sư rồi đem việc ấy hỏi Thiếu bảo Trần Khắc Chung. Khắc Chung vốn là người Giáp Sơn, cùng quê với Anh Tư Phu nhân nên sớm có ý thông đồng, xúi giục Minh Tông xử tử Huệ Vũ vương.
Minh Tông truyền bắt Huệ Vũ vương phải tuyệt thực. Lệ Thánh Hoàng hậu lúc đó khi vào thăm cha đã lấy áo nhúng nước mặc vào người rồi vắt ra cho cha uống. Trong khi đó, Anh Tư Phu nhân muốn cho Huệ Vũ vương chết sớm để con mình được lập làm Thái tử, liền cho người mang nước tẩm độc cho Huệ Vũ vương uống, uống xong thì chết.
Cuối năm đó, Minh Tông lập Hoàng tử Trần Vượng làm Thái tử.
Năm Kỷ Tị, Khai Thái năm thứ 6 (1329), ngày 7 tháng 2 âm lịch, Minh Tông lập Trần Vượng làm Đông cung Hoàng thái tử. Sang ngày 15 tháng 2 thì chính thức nhường ngôi, Thái tử Vượng lên ngôi, sử gọi là Trần Hiến Tông. Lệ Thánh Hoàng hậu được tôn là Hiến Từ Thái thượng Hoàng hậu (憲慈太上皇后), có sách chép là Huệ Từ Thái thượng Hoàng hậu.

### Con trai được lập
Năm Khai Hựu thứ 13 (1341), mùa hạ, tháng 6, Trần Hiến Tông làm Hoàng đế được 13 năm thì qua đời, không có con cái.
Lúc này, Lệ Thánh Thái thượng Hoàng hậu đã sinh ra Cung Túc vương Trần Nguyên Dục (陳元育), Thiên Ninh Công chúa Trần Ngọc Tha (陳玉他) và Hoàng tử Trần Hạo (陳暭). Cung Túc vương Nguyên Dục theo vai vế dĩ nhiên sẽ trở thành người kế vị, nhưng lấy lý do "là người ngông cuồng", Minh Tông không vừa ý, còn Trần Hạo tuy chỉ mới 6 tuổi nhưng lại thông minh nhanh nhẹn, nên Minh Tông chọn làm Hoàng đế kế vị, tức Trần Dụ Tông. Minh Tông vẫn giữ quyền điều hành đất nước với tư cách là Thái thượng hoàng.
Năm Thiệu Phong thứ 2 (1342), tháng 7, bà được tôn làm Hiến Từ Hoàng thái hậu (憲慈皇太后), có sách chép là Huệ Từ Hoàng thái hậu . Theo Khâm định Việt sử Thông giám cương mục, Huệ Từ là vợ của Minh Tông, bấy giờ Minh Tông vẫn còn đã vội vàng tôn Huệ Từ làm Hoàng thái hậu, như thế thì đạo thờ cha và nghĩa chồng đều lỗi cả,
Năm thứ 17 (1357), Thượng hoàng Minh Tông băng hà. Khi Minh Tông mất, bà muốn đi tu, nhưng nghe theo lời dặn cuối của Minh Tông, không thụ giới nhà Phật .
Ngày 8 tháng 9 năm đó, bà được tôn làm Hiến Từ Thái hoàng thái hậu (憲慈太皇太后) hay Huệ Từ Thái hoàng thái hậu. Bàn về vấn đề này, Ngô Thì Sĩ đã nói "Huệ Từ là mẹ Dụ Tông. Tôn mẹ làm thái hoàng thái hậu, ấy là điển lễ ở đâu? Không biết kê cứu lễ xưa đến thế là cùng! Vậy mà các nho thần ở triều đình bấy giờ không có một ai nói đến, là cớ sao?".
Trong thời gian tại vị, bà đã cố gắng kiềm chế bản tính xa hoa, bộc trực của Dụ Tông. Có người đã xàm tấu với ông rằng Thái úy Cung Tĩnh Đại vương Trần Nguyên Trác (陳元卓) đã yểm bùa hại ông. Dụ Tông chút nữa là sát hại Nguyên Trác, nhưng Thái hậu đã can ngăn.

### Cái chết
Năm Đại Trị thứ 12 (1369), mùa hạ, tháng 5, Trần Dụ Tông qua đời, không có con nối dõi. Ngày sắp băng, vì không có con, Dụ Tông xuống chiếu đón Nhật Lễ là con của Cung Túc vương Nguyên Dục vào nối đại thống.
Ngày 15 tháng 6, Tuyên Thánh Thái hậu ra chỉ đón Nhật Lễ vào cung theo di chiếu. Trong triều, hoàng tộc muốn lập người anh khác mẹ của Dụ Tông là Cung Định vương Trần Phủ lên kế thừa nhưng bà nhất định đòi lập người con của Cung Túc vương Trần Nguyên Dục là Trần Nhật Lễ lên ngôi kế thừa. Quần thần bàn rằng:"Cung Định vương Phủ là người rất hiền, nhưng anh không lẽ lại kế tự em". Thái hậu bảo các quan rằng:"Dục là con đích trưởng mà không được ngôi, lại sớm lìa đời. Nhật Lễ chẳng phải là con của Dục ư?".
Sau khi lên nối đại thống, Nhật Lễ tôn bà làm Hiến Từ Tuyên Thánh Thái hoàng thái hậu (憲慈宣聖太皇太后). Do nhận ngôi với tư cách là con của Dụ Tông, Nhật Lễ truy tôn Cung Túc vương làm Hoàng thái bá.
Ngày 14 tháng 12, Tuyên Thánh Thái hoàng thái hậu đột ngột băng hà. Các sử gia suy đoán là do Trần Nhật Lễ giết do Thái hoàng thái hậu biết Nhật Lễ không phải con của cố Cung Túc vương Nguyên Dục. Đại Việt sử ký toàn thư  và Khâm định Việt sử Thông giám cương mục  đều chép rằng: "Nhật Lễ giết Hiến Từ Tuyên Thánh Thái hoàng thái hậu trong cung".
Theo truyền thuyết, mẹ của Nhật Lễ là thiếp của một kép hát tên Dương Khương. Mẹ Nhật Lễ khi đóng trò có tên hiệu là Vương Mẫu (Trò có tích "Vương Mẫu hiến bàn đào", Mẹ Nhật lễ đóng vai Vương Mẫu, nên lấy tên làm hiệu), đương có thai, Cung Túc vương Nguyên Dục thấy nàng xinh đẹp, nên lấy làm vợ. Đến khi đẻ, Dục nhận làm con mình.

## Tính cách
Hiến Từ Thái hậu nổi tiếng về sự nhân ái và cách xử thế, thương yêu các con của vua Minh Tông như con ruột không phân biệt, dù là con của vợ thứ hay cung phi sinh ra, và còn thân thiện với các cung tần trong cung, cũng như hay phát tiền bố thí dân nghèo.
Nhiều lần bà bị vu oan hay hiềm khích, nhưng bà đều bỏ qua, không lợi dụng uy tín mình để truy cứu hay trả thù.
Đại Việt Sử ký toàn thư có chép một giai thoại về bà:
| “ | Thái hậu vốn người nhân hậu, có nhiều công lao giúp rập [họ Trần]. Trước kia, khi Minh Tông còn ngự ở Bắc Cung, có tên gác cổng bắt được con cá bống trong giếng Nghiêm Quang, trong mồm có ngậm vật gì, moi ra thì thấy có chữ, đó là bùa yểm, có ghi các tên Dụ Tông, Cung Túc, Thiên Ninh (đều là các con đẻ của Hiến Từ). Tên gác cổng cầm lá bùa tâu lên vua. Minh Tông sợ lắm, truyền bắt hết các cung nhân, bà mụ, thị tỳ trong cung để tra hỏi. Thái hậu thưa: "Khoan đã, sợ trong đó có kẻ bị oan, thiếp xin tự mình bí mật xét hỏi đã". Minh Tông nghe theo. Thái hậu sai người hỏi tên gác cổng rằng:"Gần đây, phòng nào trong cung mua cá bống?". Tên gác cổng trả lời là thứ phi Triều Môn. Thái hậu nói cho Minh Tông biết. Minh Tông lập tức ra lệnh tra xét cho ra. Thái hậu tâu:"Đây là việc trong cung, không nên để hở ra ngoài. Thứ phi Triều Môn là con gái của Cung Tĩnh Vương, nếu để hở ra thì Quan gia sẽ sinh hiềm khích với Thái úy. Thiếp xin ỉm việc này đi không xét hỏi nữa!". Minh Tông khen bà là người hiền. Đến khi Minh Tông băng, tướng quân Trần Tông Hoắc muốn tỏ ra trung thành với Dụ Tông, thêu dệt việc đó ra, làm Thiếu úy suýt nữa bị hại, nhờ Thái hoàng cố sức cứu đỡ mới thoát. Người bấy giờ ca ngợi bà là đã trọn đạo làm mẹ, tuy là phận con đích, con thứ không giống nhau, mà lòng nhân từ thì đối với con nào cũng thế, làm cho ân nghĩa vua tôi, anh em, cha con không một chút thiếu sót, từ xưa đến nay chưa có ai được như vậy. Người xưa có nói "Nghiêu Thuấn trong nữ giới" (Nữ trung Nghiêu Thuấn), Thái hậu được liệt vào hàng ấy. Bà từng hối tiếc về việc lập Nhật Lễ. Nhật Lễ ngấm ngầm đánh thuốc độc giết bà. | ” |

Khâm định Việt sử thông giám cương mục nhận xét:
| “ | Bà Huệ Từ có tính nhân từ. Cung Tĩnh vương Nguyên Trác là con vợ thứ. Có kẻ thêu dệt cho rằng Nguyên Trác yểm bùa và nguyền rủa Dụ Tông. Nguyên Trác suýt bị hãm hại. Nhờ có bà cố sức cứu giúp, nên mới được khỏi tội. Đương thời khen bà là người hiền đức. Song phải nỗi là bà chực tây vị cho con Cung Túc vương mà lập Nhật Lễ, đến nỗi ngôi báu nhà Trần suýt bị chuyển dời. Thế mới biết đàn bà chủ trương việc lớn thì gây tai hại cũng ghê gớm đấy! | ” |